# Esmé Stewart, II duca di Richmond
Esmé Stewart, II duca di Richmond e V duca di Lennox (2 novembre 1649 – Parigi, 10 agosto 1660), è stato un nobile inglese.

## Biografia

### Nascita

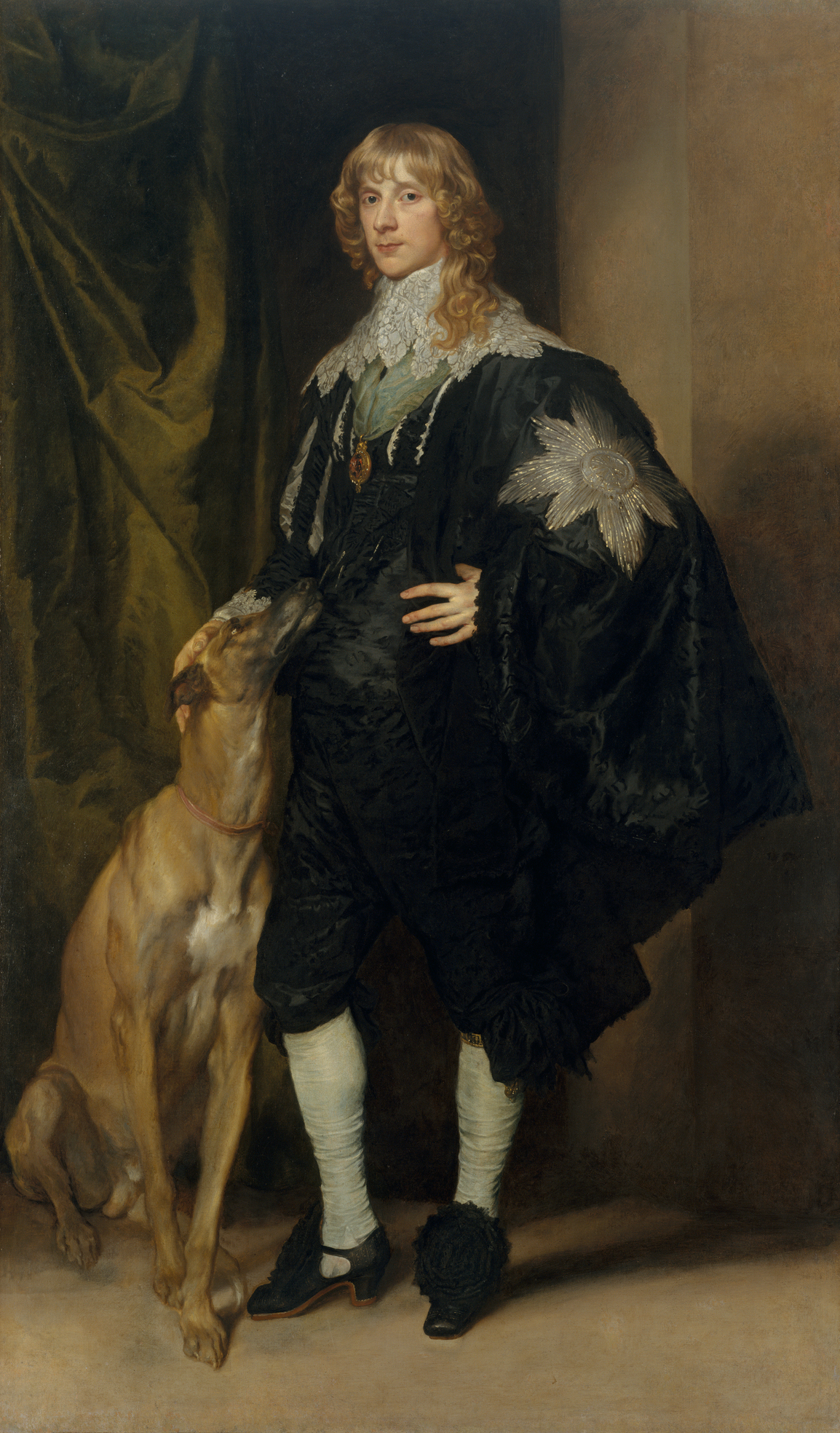
Ritratto di James Stuart, duca di Lennox e Richmond, opera di Antoon van Dyck

Era figlio di James Stewart, I duca di Richmond e di Mary Villiers, cugina del potente Duca di Buckingham.

### Ascesa al ducato ed esilio

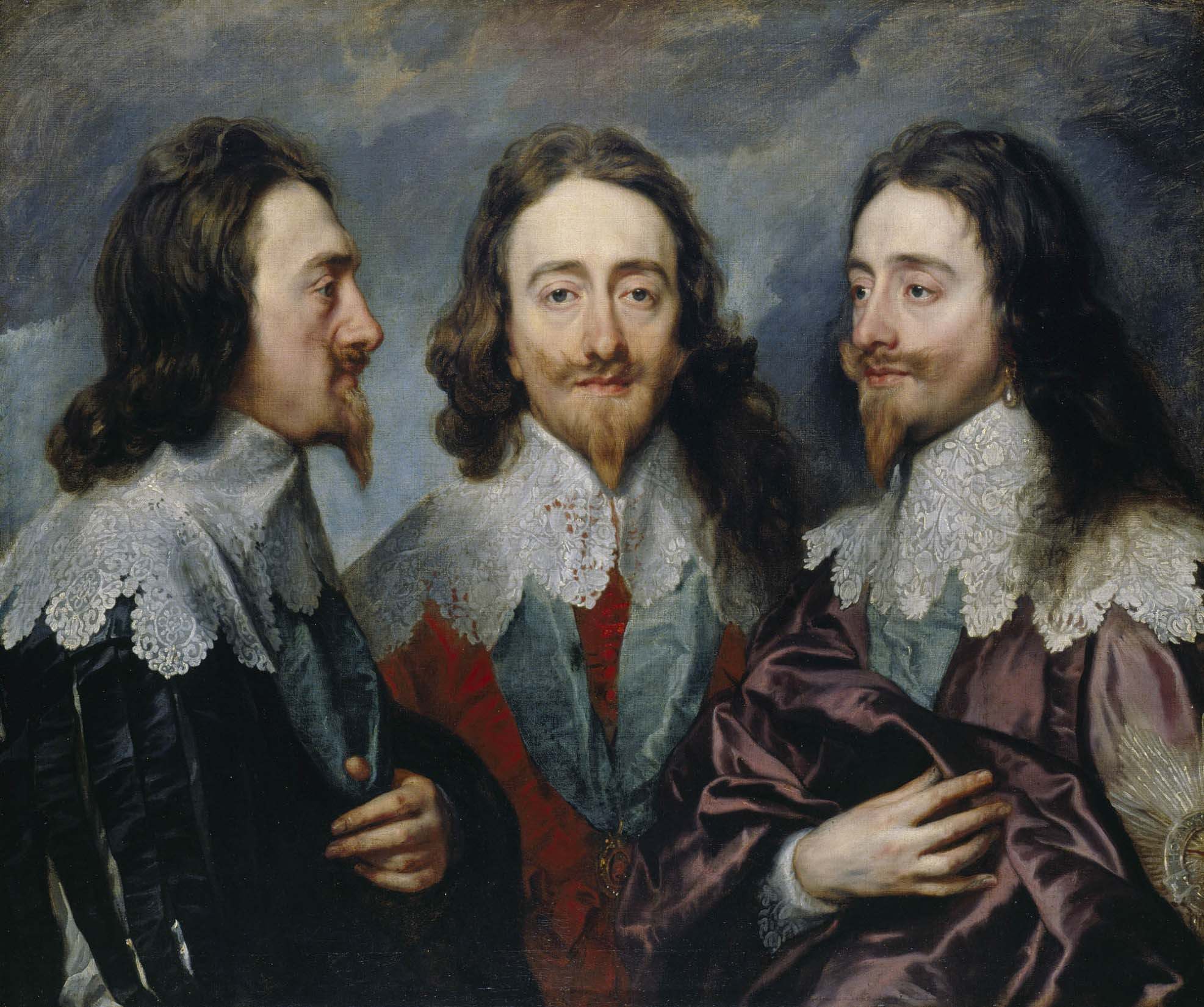
Triplo ritratto di Carlo I di Antoon van Dyck

Suo padre, che era leale nei confronti del re Carlo I durante la Guerra civile inglese, morì nel 1655 ed Esmé e sua madre furono costretti da Oliver Cromwell all'esilio in Francia.

### Morte e successione

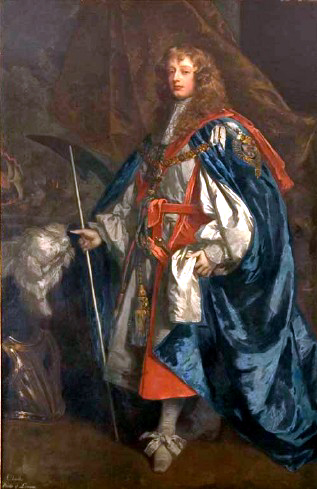
Charles Stewart, futuro III duca di Richmond ritratto da Peter Lely

Esmé morì di vaiolo a Parigi nel 1660, all'età di 10 anni. I suoi titoli passarono al cugino Charles.
Venne sepolto il 4 settembre 1660 nella Cappella di Enrico VII dell'Abbazia di Westminster.

## Ascendenza
|                                                       |                 |                                       | Genitori                                               |  |  | Nonni |  |  | Bisnonni                       |  |  | Trisnonni                        |  |
|                                                       |                 |                                       |                                                        |  |  |       |  |  | Esmé Stewart, I duca di Lennox |  |  | John Stuart, V signore d'Aubigny |  |
|                                                       |                 |                                       |                                                        |  |  |       |  |  | Esmé Stewart, I duca di Lennox |  |  | John Stuart, V signore d'Aubigny |  |
|                                                       |                 | Anne de la Queuille                   |                                                        |  |  |       |  |  | Esmé Stewart, I duca di Lennox |  |  |                                  |  |
| Esmé Stewart, III duca di Lennox                      |                 |                                       |                                                        |  |  |       |  |  | Esmé Stewart, I duca di Lennox |  |  |                                  |  |
|                                                       |                 | Catherine de Balsac                   | Guillaume de Balsac, signore d'Entragues e Marcoussins |  |  |       |  |  |                                |  |  |                                  |  |
|                                                       |                 | Catherine de Balsac                   | Guillaume de Balsac, signore d'Entragues e Marcoussins |  |  |       |  |  |                                |  |  |                                  |  |
|                                                       |                 | Catherine de Balsac                   | Louise d'Humieres                                      |  |  |       |  |  |                                |  |  |                                  |  |
| James Stewart, I duca di Richmond e IV duca di Lennox |                 | Catherine de Balsac                   |                                                        |  |  |       |  |  |                                |  |  |                                  |  |
|                                                       |                 | Gervase Clifton, I barone Clifton     | John Clifton                                           |  |  |       |  |  |                                |  |  |                                  |  |
|                                                       |                 | Gervase Clifton, I barone Clifton     | John Clifton                                           |  |  |       |  |  |                                |  |  |                                  |  |
|                                                       |                 | Gervase Clifton, I barone Clifton     | Anne Stanley                                           |  |  |       |  |  |                                |  |  |                                  |  |
| Katherine Clifton, II baronessa Clifton               |                 | Gervase Clifton, I barone Clifton     |                                                        |  |  |       |  |  |                                |  |  |                                  |  |
|                                                       |                 | Catherine Darcy                       | Henry Darcy                                            |  |  |       |  |  |                                |  |  |                                  |  |
|                                                       |                 | Catherine Darcy                       | Henry Darcy                                            |  |  |       |  |  |                                |  |  |                                  |  |
|                                                       |                 | Catherine Darcy                       | Katherine Fermor                                       |  |  |       |  |  |                                |  |  |                                  |  |
| Esmé Stewart, II duca di Richmond e V duca di Lennox  |                 | Catherine Darcy                       |                                                        |  |  |       |  |  |                                |  |  |                                  |  |
|                                                       | George Villiers | William Villiers                      |                                                        |  |  |       |  |  |                                |  |  |                                  |  |
|                                                       | George Villiers | William Villiers                      |                                                        |  |  |       |  |  |                                |  |  |                                  |  |
|                                                       | George Villiers | Colette Clerke                        |                                                        |  |  |       |  |  |                                |  |  |                                  |  |
| George Villiers, I duca di Buckingham                 | George Villiers |                                       |                                                        |  |  |       |  |  |                                |  |  |                                  |  |
|                                                       |                 | Mary Beaumont, contessa di Buckingham | Anthony Beaumont                                       |  |  |       |  |  |                                |  |  |                                  |  |
|                                                       |                 | Mary Beaumont, contessa di Buckingham | Anthony Beaumont                                       |  |  |       |  |  |                                |  |  |                                  |  |
|                                                       |                 | Mary Beaumont, contessa di Buckingham | Anne Armstrong                                         |  |  |       |  |  |                                |  |  |                                  |  |
| Mary Villiers                                         |                 | Mary Beaumont, contessa di Buckingham |                                                        |  |  |       |  |  |                                |  |  |                                  |  |
|                                                       |                 | Francis Manners, VI conte di Rutland  | John Manners, IV conte di Rutland                      |  |  |       |  |  |                                |  |  |                                  |  |
|                                                       |                 | Francis Manners, VI conte di Rutland  | John Manners, IV conte di Rutland                      |  |  |       |  |  |                                |  |  |                                  |  |
|                                                       |                 | Francis Manners, VI conte di Rutland  | Elizabeth Charlton                                     |  |  |       |  |  |                                |  |  |                                  |  |
| Katherine Manners, XVIII baronessa de Ros             |                 | Francis Manners, VI conte di Rutland  |                                                        |  |  |       |  |  |                                |  |  |                                  |  |
|                                                       |                 | Frances Knyvet                        | Henry Knyvet                                           |  |  |       |  |  |                                |  |  |                                  |  |
|                                                       |                 | Frances Knyvet                        | Henry Knyvet                                           |  |  |       |  |  |                                |  |  |                                  |  |
|                                                       |                 | Frances Knyvet                        | Elizabeth Stumpe                                       |  |  |       |  |  |                                |  |  |                                  |  |
|                                                       |                 | Frances Knyvet                        |                                                        |  |  |       |  |  |                                |  |  |                                  |  |